# 阿讷康普
阿讷康普（法語：Hannescamps）是法国北部-加来海峡大区加来海峡省的一个市镇，属于阿拉斯区帕桑纳尔图瓦县。该市镇2009年时的人口为196人。

## 人口
阿讷康普人口变化图示
| 数据来源：INSEE |